# De Drieban

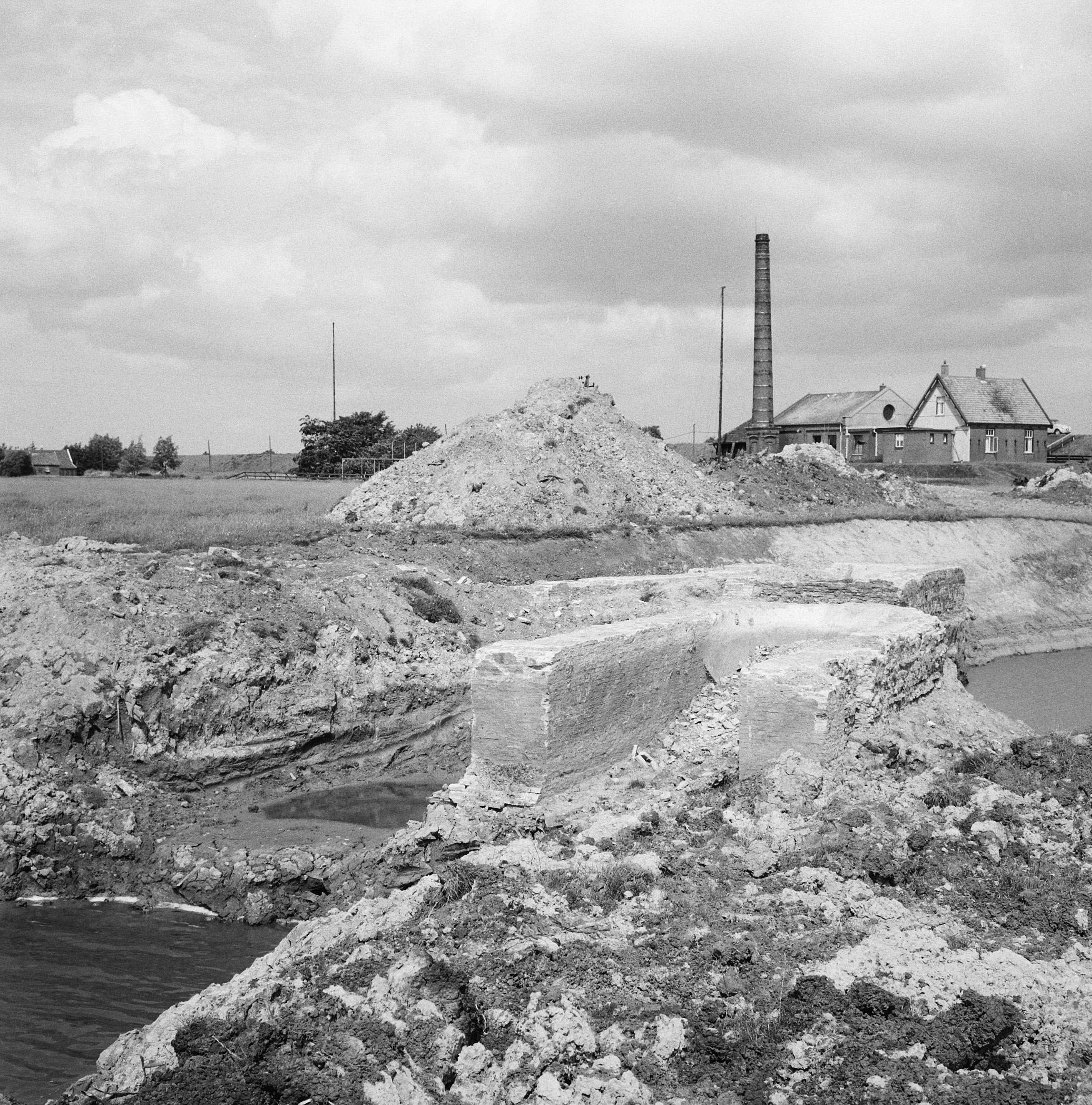
Gemaal De Drieban tijdens de ruilverkaveling in 1963. Enkele jaren later zou dit gemaal gesloopt worden.

Polder de Drieban is een polder en voormalig waterschap in West-Friesland. De polder, die volledig in de Nederlandse gemeente Drechterland ligt, komt vrijwel overeen met de drie voormalige bannen van Wijdenes, Hem en Venhuizen. De bemaling gebeurt door het gelijknamige gemaal De Drieban.
De Drieban ontstond uit de samenvoeging, in 1918, van de Polder Venhuizen en Hem en de Polder Oosterleek en Wijdenes. De bemaling van de Venhuizer en Hemmer Polder was toen al overgenomen door een stoomgemaal, en de molens van die polder waren gesloopt. Enige jaren later, in 1925 verdwenen ook de molens die de Polder Oosterleek en Wijdenes bemaalden, op de plaats die nog steeds De Molentjes wordt genoemd. Omstreeks die tijd werd het stoomgemaal (gedeeltelijk) geëlektrificeerd.
Polder de Drieban onderging een ingrijpende ruilverkaveling halverwege de jaren 60, waarbij het polderpeil 40 tot 50 centimeter verlaagd werd, vele slootjes verdwenen en nieuwe wegen werden aangelegd. Ook de spoordijk van de voormalige tramlijn Hoorn - Enkhuizen verdween grotendeels. Het oude gemaal werd vervangen door een nieuw dieselgemaal, dat in 1966 gereedkwam. Tot 1974 had de polder een eigen bestuur, daarna ging polder de Drieban op in het fusiewaterschap Waterschap Westfriesland. Op zijn beurt ging dat waterschap op in het Hoogheemraadschap Hollands Noorderkwartier, dat nu verantwoordelijk is voor de polder.
De twee dieselmotoren in het gemaal zijn rond 2010 vervangen door elektromotoren.